# Godorfer Burg

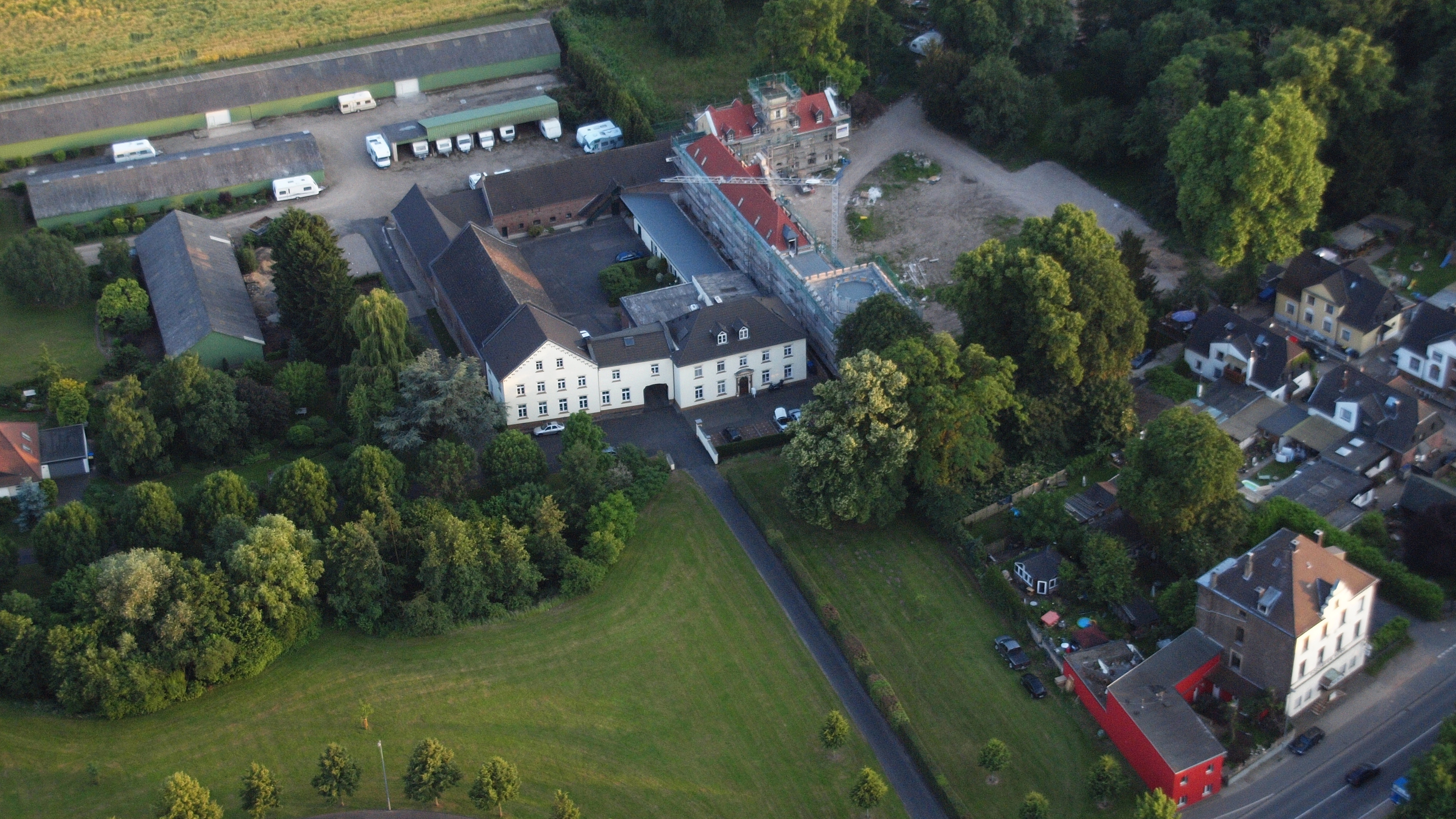
Godorfer Burg samt Hof während der Sanierung 2014

Die Godorfer Burg, auch Godorfer Hof genannt, ist zusammen mit dem benachbarten Godorfer Hof eine Wasserburganlage am westlichen Ausgang des Wesselinger Stadtteiles Berzdorf im Rhein-Erft-Kreis im Südwesten von Nordrhein-Westfalen.

## Geschichte
Der Godorfer Hof wurde erstmals 1173 als Besitz des Stifts zu Schwarzrheindorf erwähnt. Die Jahreszahl 1871 steht auf einer Inschrift in einem Flügelbau der daneben errichteten, jedoch nicht unmittelbar mit der Hofanlage verbundenen Godorfer Burg. Dies ist wahrscheinlich das Entstehungsjahr des heutigen Burggebäudes. Zwischen 2014 und 2015 wurde es umfangreich saniert.
Die Gebäude beherbergen heute vornehmlich Büros und Wohnungen. Das Herrenhaus des Hofes steht unter Denkmalschutz. Das der Godorfer Burg vorgelagerte, an der Brühler Straße errichtete Gasthaus gleichen Namens, wurde 2019 saniert und die darin betriebene Gaststätte aufgegeben.